# Ponts Jacques Cartier et Champlain
Les Ponts Jacques Cartier et Champlain Incorporée (PJCCI) est une société d’État fédérale canadienne qui a pour mission d'assurer la sécurité et la pérennité des infrastructures majeures qui lui sont confiées en préconisant une approche de développement durable.
PJCCI est responsable de l’entretien et de l’exploitation des structures suivantes : le pont Jacques-Cartier, la structure du pont de Québec, le pont Champlain d'origine (dont la déconstruction a été complétée en novembre 2023), l’Estacade, le tunnel de Melocheville, ainsi que des sections fédérales de l’autoroute Bonaventure et du pont Honoré-Mercier.
La Société gère également le projet environnemental Solution Bonaventure qui vise à protéger le fleuve Saint-Laurent des eaux souterraines contaminées dans le secteur de l’autoroute Bonaventure.

## Organisation

### Mandat
La Société s’assure de la bonne gestion, de l’entretien et de la réfection de ces infrastructures par des projets de construction, de renforcement ainsi que d’entretien majeur, afin qu’elles demeurent sécuritaires, fonctionnelles et pérennes, tout en préconisant les principes de développement durable.
La Société compte près de 180 employés affectés au génie, à l’opération, à l’administration et à la direction. Son bureau d’affaires est situé à Longueuil.

### Gouvernance
Par l’entremise du ministre de l’Infrastructure et des Collectivités, la Société doit rendre compte de ses activités au Parlement canadien. La Société est principalement financée par voie de crédits parlementaires et de revenus provenant des baux et permis. Dans le but de présenter les activités menées durant l’année en cours et de présenter ses résultats financiers, la Société produit un Rapport annuel qui est publié sur son site Internet et tient une assemblée publique annuelle.
Le Conseil d’administration de la Société est constitué de six membres incluant la première dirigeante. Les administrateurs sont nommés par le ministre, avec l’approbation du gouverneur en conseil. Le président du Conseil d’administration et le Premier dirigeant sont nommés par le gouverneur en conseil sur recommandation du ministre.

### Histoire
Le 3 novembre 1978, Les Ponts Jacques Cartier et Champlain Incorporée est constituée en vertu de la Loi canadienne sur les sociétés par actions, et constitue une filiale à propriété exclusive de l’Administration de la voie maritime du Saint-Laurent.
Le 21 décembre 1978, la Société se voit confier la gestion, l’entretien et le contrôle des ponts Jacques-Cartier et Champlain ainsi que d’une section de l’autoroute Bonaventure.
Le 1er octobre 1998, la Société devient une filiale à propriété exclusive de La Société des ponts fédéraux limitée et devient responsable de la section fédérale du pont Honoré-Mercier et du tunnel de Melocheville.
Le 2 décembre 1999, la Société obtient la gestion de l’Estacade du pont Champlain.
Le 14 février 2014, en vertu de la Loi sur la gestion des finances publiques, la Société devient une société d’État mère.
En août 2020, débutent les travaux de déconstruction du pont Champlain d'origine qui se sont terminés en novembre 2023.
En décembre 2023, PJCCI annonce la reconfiguration de l'autoroute Bonaventure en boulevard.
En novembre 2024, PJCCI devient gestionnaire de la structure du pont de Québec.